# Sulfolobus shibatae
A Sulfolobus shibatae a Sulfolobus nem egy faja. Az archeák – ősbaktériumok – egysejtű, sejtmag nélküli prokarióta szervezetek. Először 1990-ben írták le, miután geotermális medencékből izolálták Beppuban, Japánban.

## Leírása
Átmérője 0.7-1.5 µm, ez a szervezet 3.0 pH-nál és 80 °C-nál növekedik optimálisan. A megadott extrém feltételek szükségesek a növekedéséhez, termoacidofilnek tekintik mint minden szervezetet a Sulfolobaceae családban.

## Anyagcsere
Képes növekedni komplex szerves vegyületekkel és cukrokkal, és mivel még nem határozták meg hogy képes-e nőni autotrófan, ez a szervezet egy heterotróf vagy mixotróf archaea.